# Cascade County
Cascade County är ett administrativt område i delstaten Montana, USA. År 2010 hade county 81 327 invånare. Den administrativa huvudorten (county seat) är Great Falls. 

## Geografi
Enligt United States Census Bureau så har countyt en total area på 7 024 km². 6 988 km² av den arean är land och 36 km² är vatten. 

### Angränsande countyn
- Teton County - nordväst
- Chouteau County, Montana - nordost
- Judith Basin County, Montana - öst
- Meagher County, Montana - syd
- Lewis and Clark County - väst

### Städer och samhällen
- Great Falls
- Belt
- Cascade
- Neihart